# 第三種郵便物
第三種郵便物（だいさんしゅゆうびんぶつ）は、認可を受けた定期刊行物を郵送する際に使用できる郵便物の区分である。

## 概要
第三種郵便物は、国民の文化向上に資する定期刊行物の郵送料を安くして、購入者の負担を減らすことで入手の便を図り、社会・文化の発展に役立つことを目的としたものである。根拠となる規定は郵便法第22条にあり、それを元に総務省令・郵便約款でさらに詳細な条件が決まっている。また、第三種郵便物の割安な料金は、その他の郵便物の料金によって支えられている。
また、第三種郵便物のなかでも一定の要件を満たすものは、「低料第三種郵便物」としてさらに割安な料金を適用される（後述）。このうち、心身障害者向けの低料第三種郵便物は、日本郵政も「社会貢献資金」という形で支援していたが、この支援の仕組みは2012年の改正で廃止され、現在は日本郵便株式会社の経営努力により実施を行っている。

## 歴史
第三種郵便物の制度は、郵便事業が逓信省の管轄だった1885年（明治15年）に太政官布告第59号として制定された郵便條例（施行：1893年1月1日）によって始まった。1892年（明治25年）には、第三種郵便物許可規則（明治25年逓信省令第4号）が制定された。郵政事業の主体が変わりながらも継続している制度であり、第三種郵便物許可規則による認可は、取消がない限り現在も有効である。

## 認可・利用要件
第三種郵便物としての認可を受けられる定期刊行物は、郵便法22条3項に以下のような要件が規定されている。
1. 毎年一回以上の回数で総務省令で定める回数以上、号を追つて定期に発行するものであること。
2. 掲載事項の性質上発行の終期を予定し得ないものであること。
3. 政治、経済、文化その他公共的な事項を報道し、又は論議することを目的とし、あまねく発売されるものであること。

この条件のうち、1については、2010年7月現在「年4回以上」発行することが必要となっている。
また、2の「発行の終期を予定し得ないもの」という条件に当てはまらない、つまり完結することが前提となっている全集や分冊百科、終了することが明らかなイベントに関する刊行物なども、第三種郵便物に認可されることはない。
そして、3の「公共的な事項を報道し」という条件に基づいて、紙面の過半が広告で占められているものも認可の対象外となる。さらに、「あまねく発売される」の解釈としては、誰もが購入できること、そして有償であることが前提なので、
- 500部未満の発行部数しかないもの
- 発行部数のうち販売される分が80%に満たないもの
- 定価がないもの・形式的に定価があっても販売された形跡がないもの
- 会員限定など、誰もが入手できるわけではないもの
- 個人・団体が買い取って、第三者に無償配布されるもの

についても認可の対象とはならない。
これらの要件を満たして認可を得た定期刊行物については、「第三種郵便物認可」など、所定の表示をすることとなる。この表示があれば、開封とすることで誰でも第三種郵便物として郵送することができる。

### 重量制限
郵便法15条2項で、第三種郵便物の最大重量は1kgと決まっている。交通新聞社やJTBパブリッシングが発行している全国版の時刻表も第三種郵便物として送るためにこの重量制限が適用され、「軽くて丈夫な、特注の紙を使う」「サイズを少し小さくする」「包装を軽くする」など、1kgを超えないようにいろいろな手段を駆使している。

### 同封等物や記載事項の規則
基本的には第三種郵便物においては、定期刊行物本紙以外の他の物件の同封等や、外装への他の事項の記載を認めていないが、次に掲げるものについては、同封等または外装へ事項記載できる。特に同封物が信書であるかどうかは要件ではないので、注意を要する。（内国郵便約款31 - 32条）
- 同封し、または内側に記載できる事項
  - 差出人又は受取人の氏名及び住所又は居所
  - 内容品の価格又は重量
  - 正誤、注意又は批評の類（点又は線によるものを含む）
  - 定期刊行物本紙の重量を超えず（官報の場合を除く）、本紙と同性質の記事、写真、書、画又は図をその大部分に掲載し又は録音若しくは録画した物件であって、本紙の題号、逐号番号、発行年月日及び「付録」の文字を記載したもの（冊子としたものにあっては、紙面の大きさが本紙の紙面の大きさを超えない2部以内にの物に限る）を付録する場合
  - 発行人が定期刊行物に本紙の重量を超えない物件をつづり込み、又ははり付けた物（市中書店で一般販売される雑誌等の付録等に該当する物である）
  - 発行人が定期刊行物に通常葉書、封筒又は払込書用紙若しくはこれに類する物をつづり込み、又ははり付けた物（なお、信書たる葉書や封筒等を封入等できると言う意味ではない）。この場合において、これらの面積と広告の面積を合わせた総面積が、定期刊行物の総紙面の割合中の5割を超える事はできない。
  - 定期刊行物に添付した、注文用又は返信用に充てるための、払込書用紙等1枚または当該宛名を記載した郵便葉書又は封筒1枚
  - 前2項の封筒及び私製葉書には、料金相当の郵便切手をはり付けることができる。また、通常葉書には返信 に要する事項を記載することができる。
- 外装に記載できる事項（所定の位置に限る）
  - 差出人若しくは受取人の職業、称号、商標、印鑑、電話番号、口座番号、取引銀行の名称、発送番号その他これらに類する事項
  - 差出人若しくは受取人の氏名及び住所若しくは居所に密接に関連する事項
  - 「至急」、「机下」、「親展」その他これらに類する文字又は日時
  - 第三種郵便物承認事項に係る事項（郵便物の種類又は内容品の種類、名称、番号若しくは数量など）
  - 定期刊行物の送付目的を示す簡単な通信文
  - 定期刊行物の代金に関する簡単な通信文
  - 開封上の注意を示す事項
  - 送達上、郵便会社に必要な注意を示す事項
  - 印刷され、又は郵便料金計器によって表示された広告
  - 封筒又は帯紙の印刷所、製造所若しくは売りさばき店の名称及び所在地又は装飾のための簡単な模様

## 低料第三種郵便物
毎月3回以上発行される新聞紙を発行人または売りさばき人が送る場合、あるいは心身障害者団体が障害者福祉のために差し出す郵便物は、「低料第三種郵便物」として、通常の第三種郵便物よりさらに割引が受けられる。とりわけ、障害者団体の低料第三種郵便物は格段に料金が低いことから、本来の目的とは明らかに異なるダイレクトメールなどに不正に使われる事件も発生した。この心身障害者団体についての低料第三種郵便物は、郵政民営化の際に見直し論もあったが、関係者の尽力もあって制度が維持された。

## 第三種郵便物と公職選挙法
公職選挙法では、選挙に関する文書図画を配布することを規制しているが、第三種郵便物の認可を得た上で、さらに一定の条件を満たしている新聞や雑誌は、選挙運動の期間中や投票日当日にも選挙に関する報道や評論を掲載することができる（同法148条3項）。